# Салліс (Міссісіпі)
Салліс (англ. Sallis) — місто (англ. town) в США, в окрузі Аттала штату Міссісіпі. Населення — 131 особа (2020).

## Географія
Салліс розташований за координатами 33°1′18″ пн. ш. 89°45′53″ зх. д. / 33.02167° пн. ш. 89.76472° зх. д. (33.021552, -89.764736).  За даними Бюро перепису населення США в 2010 році місто мало площу 1,06 км², уся площа — суходіл.

## Демографія
Згідно з переписом 2010 року, у місті мешкали 134 особи в 54 домогосподарствах у складі 40 родин. Густота населення становила 126 осіб/км².  Було 67 помешкань (63/км²).
Расовий склад населення:
| - 70,9 % — білих - 29,1 % — чорних або афроамериканців |

До двох чи більше рас належало 0,0 %. Частка іспаномовних становила 0,0 % від усіх жителів.
За віковим діапазоном населення розподілялося таким чином: 25,4 % — особи молодші 18 років, 56,7 % — особи у віці 18—64 років, 17,9 % — особи у віці 65 років та старші. Медіана віку мешканця становила 39,0 року. На 100 осіб жіночої статі у місті припадало 91,4 чоловіків;  на 100 жінок у віці від 18 років та старших — 92,3 чоловіків також старших 18 років.
Середній дохід на одне домашнє господарство  становив 44 539 доларів США (медіана — 39 286), а середній дохід на одну сім'ю — 56 934 долари (медіана — 48 594). За межею бідності перебувало 7,5 % осіб, у тому числі 0,0 % дітей у віці до 18 років та 0,0 % осіб у віці 65 років та старших.
Цивільне працевлаштоване населення становило 64 особи. Основні галузі зайнятості: будівництво — 14,1 %, роздрібна торгівля — 12,5 %, виробництво — 9,4 %, освіта, охорона здоров'я та соціальна допомога — 9,4 %.